# Familie Ovitz

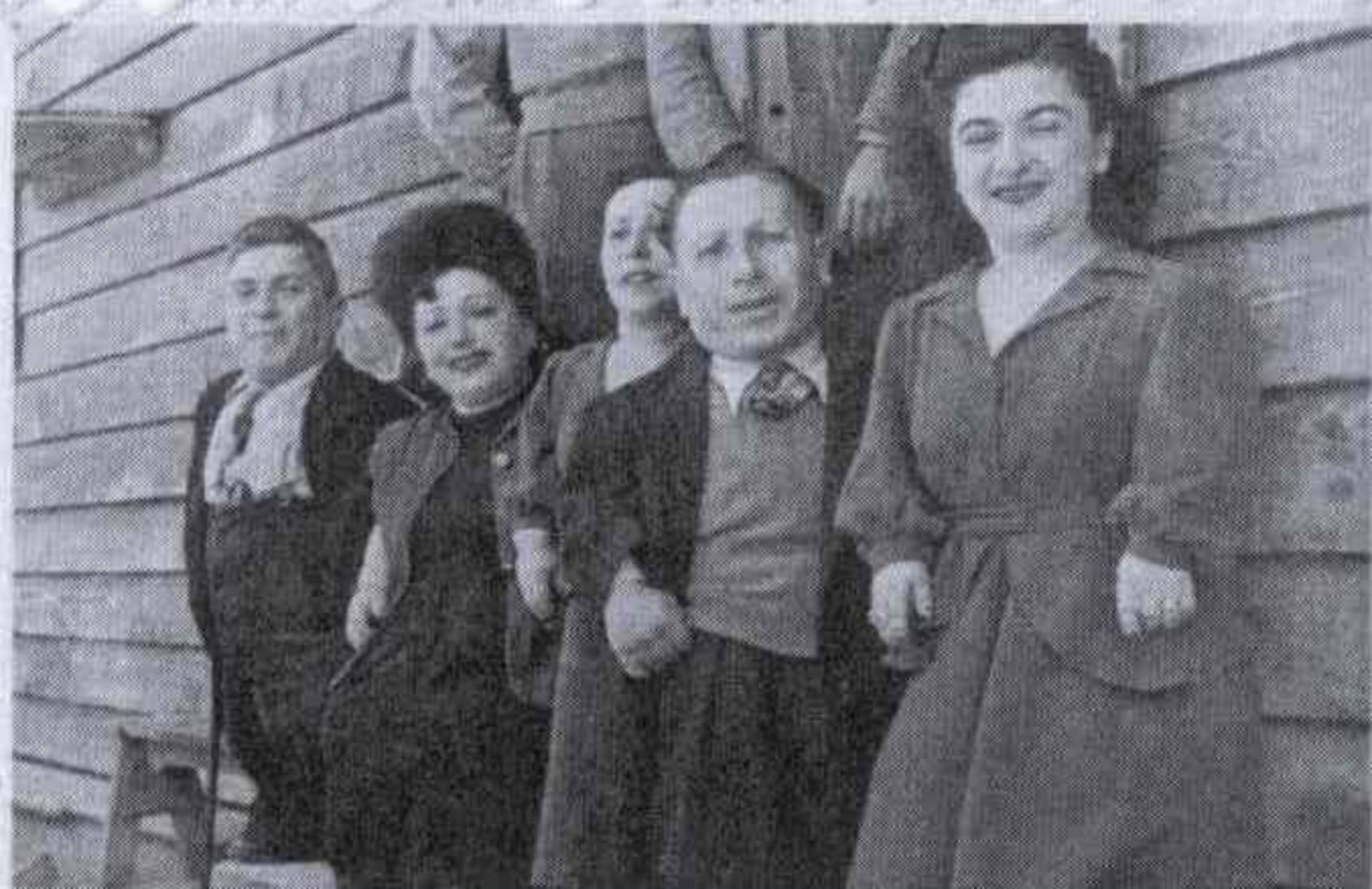
Een aantal leden van de Ovitz familie met pseudoachondroplasie. V.l.n.r. waarschijnlijk Micki, Frieda, Francesca, Avram en Perla

De familie Ovitz was een Roemeens-Joodse familie die in de Tweede Wereldoorlog bestond uit twaalf personen, zowel aangetrouwd als bloed gerelateerd. De familie, met zeven leden die klein van postuur waren door pseudoachondroplasie, trad op als de Lilliput Troupe. De familieleden werden tijdens de Tweede Wereldoorlog naar concentratiekamp Auschwitz gebracht, waar door Josef Mengele op hen geëxperimenteerd werd. Elf van de twaalf zouden het kamp overleven, wat hen de grootste familie maakt waarvan de leden Auschwitz overleefden.

## Familieleden
De familie bestond uit broers en zussen en hun aangetrouwde partners. Hun vader was de Roemeense Shimshon Eizik Ovici (1868-1923), eveneens klein van postuur, die zijn geld verdiende als rondreizende entertainer en rabbijn. Ovici's eerste echtgenote was Brana Fruchter (van gemiddelde lengte), de moeder van de oudste twee zussen, Rozika (1886-1984) en Francesca (1889-1980) die pseudoachondroplasie van hun vader erfden.
Fruchter stierf al op 26-jarige leeftijd, waarna Ovici hertrouwde met Batia Bertha Husz (gemiddelde lengte). Husz en Ovici zouden nog acht kinderen krijgen, de meeste kleine mensen, hoewel er ook twee zussen en een broer waren van gemiddeld postuur. De kinderen waren: Avram (1903-1972), Freida (1905-1975), Sarah (1907-1993; een uitzondering met haar gemiddelde lengte), Micki (1909-1972), Leah (1911-1987; eveneens van gemiddelde lengte), Elizabeth (1914-1992), Arie (1917-1944; eveneens gemiddelde lengte), Piroska (1921-2001) en Perla (1921-2001).

## Entertainment
Voor mensen met pseudoachondroplasie is het verrichten van (zwaar) fysiek werk een uitdaging. Moeder Husz had dit al gauw begrepen en maande hen een vaardigheid te ontwikkelen waarmee ze gezamenlijk hun brood konden verdienen. Ovici had tot zijn dood gewerkt als entertainer op bruiloften en Avram had dit werk na zijn sterven overgenomen. Daarmee was de stap naar de entertainmentindustrie snel gemaakt. In deze tijd was het niet ongebruikelijk voor kleine mensen om te werken in freakshows of als entertainer. Toch wilden de Ovitzen serieus genomen worden als entertainers. Avram had de leiding en het gezin verenigde zich in de Lilliput Troupe. De familieleden van gemiddelde lengte zouden op de achtergrond de benodigde taken verrichten. Het gezin was gewend continue in elkaars bijzijn te zijn; niet alleen traden ze samen op, maar ze woonden tevens gezamenlijk in één groot gedeeld huis en wanneer er een familielid trouwde, trok het nieuwe, aangetrouwde familielid bij het gezin in.

## Auschwitz
De familie reisde veel rond om op te treden. Ze trokken door Tsjecho-Slowakije, Hongarije en Roemenië. Al vroeg in de oorlog hadden de Ovitzen papieren gekregen waar niet in vermeld werd dat zij Joods waren, zodat zij hun werkzaamheden voort konden zetten. Zo kwam het dat zij in maart 1944 in Szolnok aanbeland werden. Na gezien te hebben hoeveel nazi's hier aanwezig waren, besloten ze terug te reizen naar hun huis in Rozavlea. In april werden ze echter gedwongen te vertrekken naar Dragomirești waar ze in een getto moesten wonen. Op 14 mei 1944 werden ze naar Auschwitz gebracht. De enige die kon ontsnappen was Arie met zijn vrouw en kind. Arie woonde op dat moment al niet meer in hetzelfde huis als de rest van de familie. Toch had zijn eerste ontsnapping weinig effect, de nazi's kregen Arie later toch nog te pakken en zouden hem doden. Zijn vrouw Magda en hun dochter zouden, samen met de rest van hun familie, naar de kampen afgevoerd worden en daar sterven.

### Mengele
Toen de familie in Auschwitz aankwam, werd Josef Mengele, een kamparts die veel experimenteerde op mensen die buiten de norm vielen, erbij gehaald. De gehele familie moest met hem meekomen en werd apart gehouden van de overige kampgevangenen. Mengele zou veel experimenten op het gezin uitvoeren, hoewel de wetenschappelijke waarde daarvan zeer te betwisten is. Hij nam hen allen bloed en beenmerg af, verwijderde gezonde tanden en kiezen, trok haren en wimpers uit om ze te vergelijken met die van lange mensen. Ook goot hij hen afwisselend kokend en ijskoud water in hun oren. Daarnaast werden er chemische tests gedaan, en kregen de vrouwen onbekende zaken ingespoten in hun baarmoeder. Geregeld moesten de Ovitzen zich compleet uitkleden en tijdens een lezing naakt naast hem staan, zodat hij hun lichaam kon gebruiken als voorbeeld. Ze moesten daarbij zijn aanrakingen tolereren. Shimshon Ovitz, het 18-maanden oude kind van een van de broers of zussen, nam Mengele zo veel bloed af, dat de baby bijna bezweek.

### Entertainment in het concentratiekamp
De familie werd daarnaast ingezet voor hun muzikale gaven. Ze traden op in het kamp, moesten klaarstaan wanneer de nazi's hen om muziek vroegen en kregen van Mengele zelfs attributen om zich klaar te maken voor deze optredens, zoals make-up. De familie heeft altijd ontkend op SS-feestjes opgetreden te hebben, maar uit verhalen van andere gevangenen blijkt het tegendeel. Waarschijnlijk veroorzaakte dit zoveel schaamte, dat de Oritzen het ontkenden.

## Na de Oorlog
De Oritzen kwamen zwaar getraumatiseerd uit het kamp. In eerste instantie ging de familie naar Rozavlea terug, maar als entertainers kwamen ze daar niet meer aan het werk. Ze vertrokken daarna naar Antwerpen, waar de mannen de bont- en diamanthandel in gingen. In 1949 vertrokken ze naar het net gestichte Israël, waar ze tot in 1955 zouden blijven optreden. Perla was de laatste van de broers en zussen die overleed, in 2001.